# Liste der Biografien/Brant
Liste der Biografien |
Portal Biografien |
Personensuche
# |
A |
B |
C |
D |
E |
F |
G |
H |
I |
J |
K |
L |
M |
N |
O |
P |
Q |
R |
S |
T |
U |
V |
W |
X |
Y |
Z |
?
 
Ba |
Be |
Bd |
Bg |
Bh |
Bi |
Bj |
Bl |
Bm |
Bn |
Bo |
Br |
Bs |
Bu |
Bw |
By |
Bz
 
Bra |
Brc |
Brd |
Bre |
Brg |
Bri |
Brj |
Brk |
Brl |
Brn |
Bro |
Brp–Brt |
Bru |
Brv |
Bry |
Brz
 
Braa |
Brab |
Brac |
Brad |
Brae |
Braf |
Brag |
Brah |
Brai |
Braj |
Brak |
Bral |
Bram |
Bran |
Brao |
Braq |
Brar |
Bras |
Brat |
Brau |
Brav |
Braw |
Brax |
Bray |
Braz
 
Brana |
Branc |
Brand |
Brane |
Branf |
Brang |
Branh |
Brani |
Brank |
Branl |
Brann |
Brano |
Branq |
Brans |
Brant |
Brany |
Branz
Die Liste der Biografien führt alle Personen auf, die in der deutschsprachigen Wikipedia einen Artikel haben. Dieses ist eine Teilliste mit 49 Einträgen von Personen, deren Namen mit den Buchstaben „Brant“ beginnt.

## Brant
- Brant, Arthur (1910–2002), kanadischer Geophysiker, Eishockeyspieler und -trainer
- Brant, Berle (* 1989), estnische Fußballspielerin
- Brant, Beth (1941–2015), kanadische Schriftstellerin
- Brant, Heinrich, deutscher gotischer Baumeister
- Brant, Henry (1913–2008), US-amerikanischer Komponist
- Brant, Isabella (1591–1626), erste Frau von Peter Paul Rubens
- Brant, Joseph (1742–1807), Anführer der Mohawk-Indianer während des Amerikanischen Unabhängigkeitskrieges
- Brant, Leonardo Nemer Caldeira (* 1966), brasilianischer Jurist und Richter am Internationalen Gerichtshof
- Brant, Mary († 1796), Anführerin der Mohawk-Indianer während des Amerikanischen Unabhängigkeitskrieges
- Brant, Mike (1947–1975), israelischer Sänger
- Brant, Peter (* 1947), US-amerikanischer Unternehmer, Kunstsammler und Polospieler
- Brant, Robert (* 1990), US-amerikanischer Boxer im Mittelgewicht
- Brant, Saul (1882–1934), US-amerikanischer Geiger, Chorleiter und Musikpädagoge
- Brant, Sebastian († 1521), deutscher Humanist und AutorSebastian Brant († 1521)

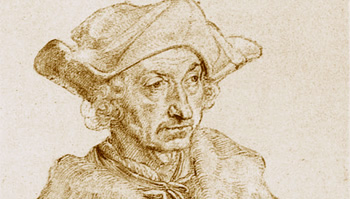
Sebastian Brant († 1521)

### Branta
- Brantås, Ulf (* 1957), schwedischer Kameramann

### Brante
- Branteghem, Guy van (1932–2013), belgischer Badmintonspieler
- Brantelid, Andreas (* 1987), schwedisch-dänischer Cellist
- Brantenberg, Gerd (* 1941), norwegische Lehrerin und Autorin feministischer Literatur

### Branth
- Branthog († 1036), Abt des Klosters Fulda und Bischof von Halberstadt
- Branthoh I. († 991), Abt von Fulda
- Branthwaite, Jarrad (* 2002), englischer Fußballspieler

### Branti
- Branting, Anna (1855–1950), schwedische Schriftstellerin und Journalistin
- Branting, Hjalmar (1860–1925), schwedischer Politiker, Reichstagsabgeordneter und Premierminister

### Brantl
- Brantl, Heinz (1924–1977), österreichischer Journalist
- Brantl, Johannes (* 1968), deutscher Theologe
- Brantl, Maximilian (1881–1951), deutscher Schriftsteller und Jurist
- Brantl, Susanne (* 1967), deutsche SchauspielerinSusanne Brantl (* 1967)

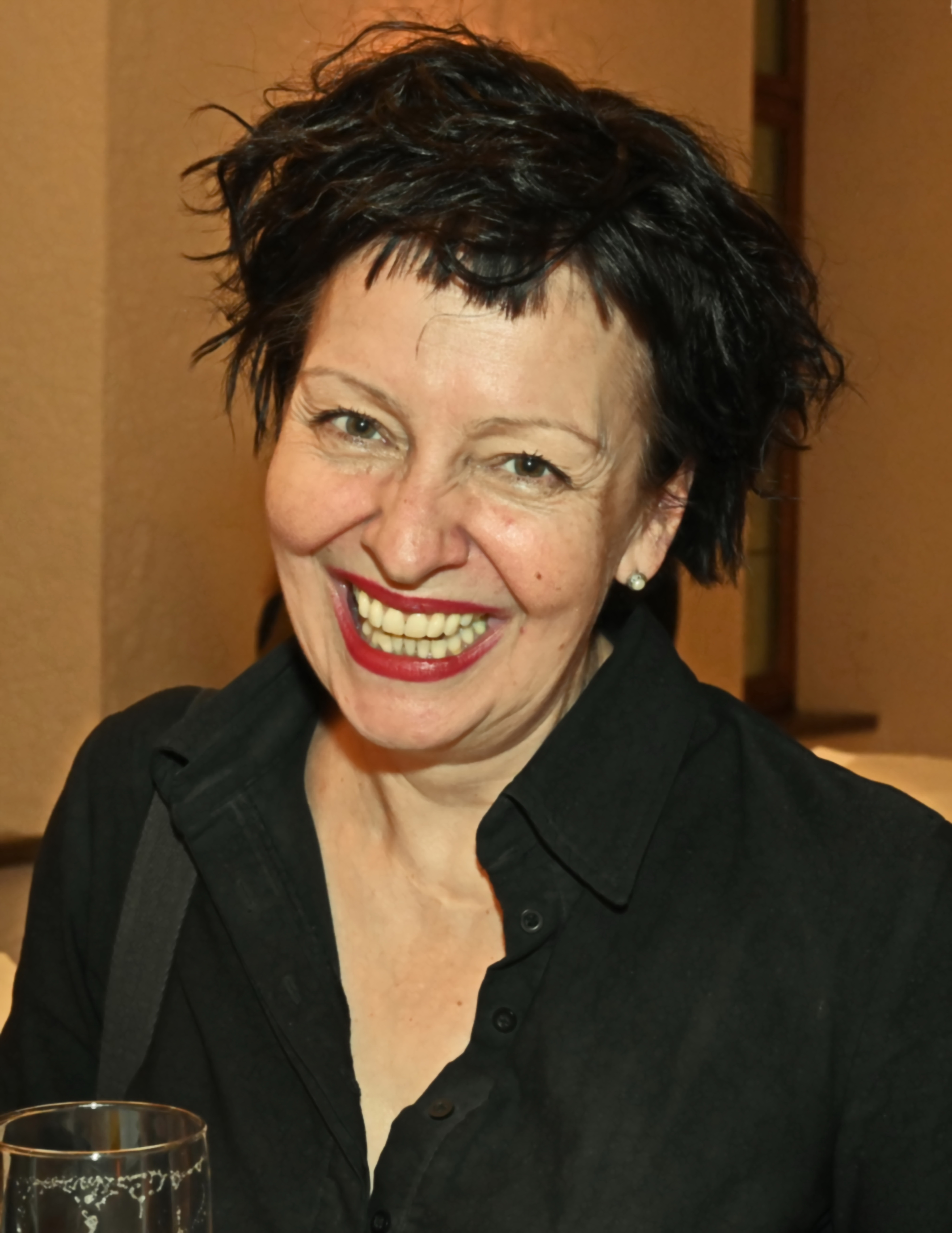
Susanne Brantl (* 1967)

- Brantley, Betsy (* 1955), US-amerikanische Schauspielerin
- Brantley, Bobby (* 1948), US-amerikanischer Politiker
- Brantley, Mark (* 1969), Politiker in St. Kitts und Nevis
- Brantley, Susan (* 1958), US-amerikanische Geochemikerin
- Brantley, William Felix (1830–1870), Brigadegeneral der Armee der Konföderierten Staaten von Amerika im Sezessionskrieg
- Brantley, William Gordon (1860–1934), US-amerikanischer Politiker
- Brantly, Newby O. (1905–1993), US-amerikanischer Hubschrauberhersteller

### Brantm
- Brantmay, Henry Aronovich (1899–1974), jüdischer Arzt, Psychiater, Schriftsteller, Publizist und Journalist
- Brantmeier, Reese (* 2004), US-amerikanische Tennisspielerin

### Brantn
- Brantner, Franziska (* 1979), deutsche Politikerin (Bündnis 90/Die Grünen), MdEP, MdBFranziska Brantner (* 1979)

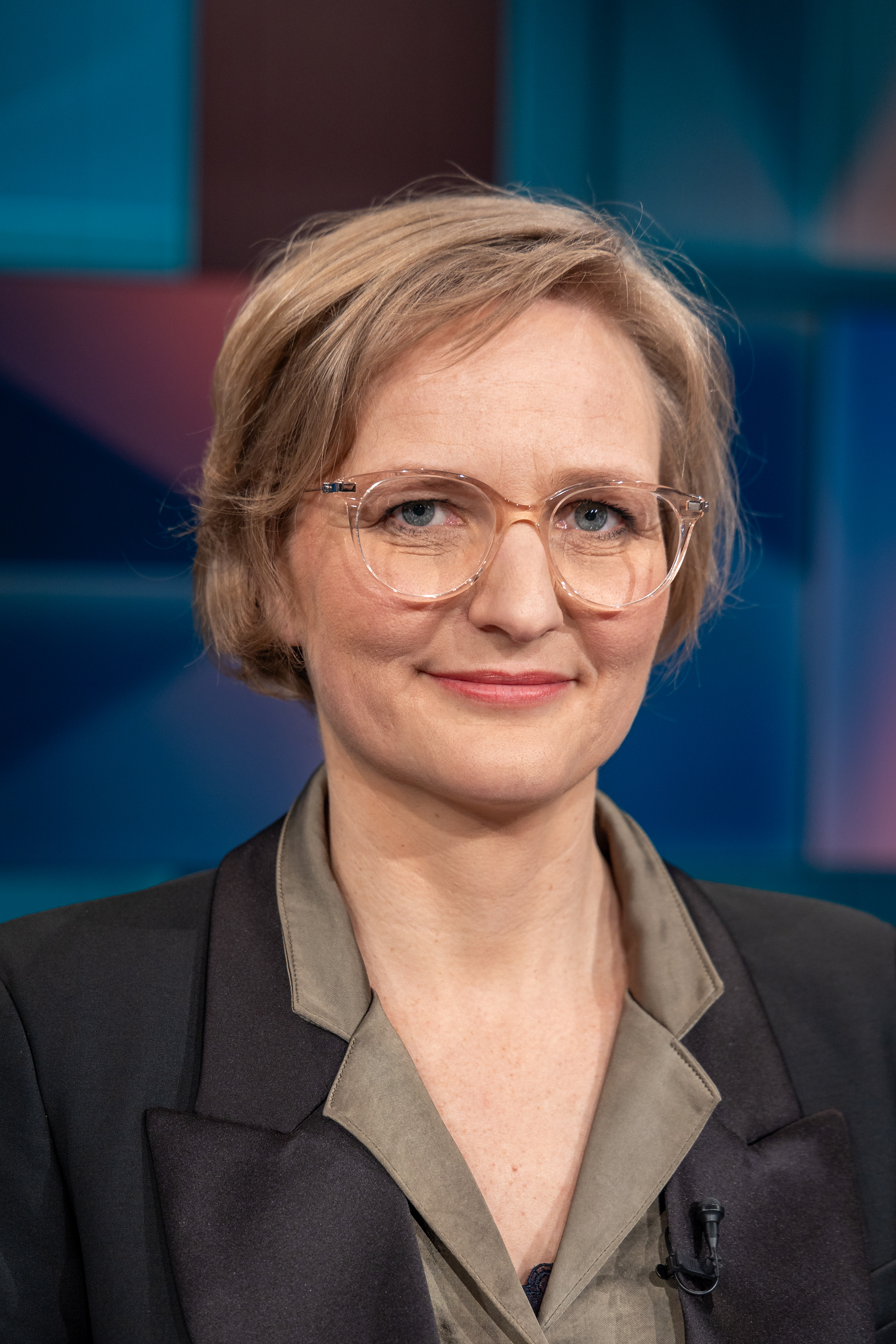
Franziska Brantner (* 1979)

- Brantner, Ignaz (1886–1960), österreichischer Schauspieler, Autor, Librettist, Theaterdirektor
- Brantner, Nipso (1935–1996), österreichischer Geiger
- Brantner, Theodor (1882–1964), deutsch-österreichischer Offizier, zuletzt General der Kavallerie

### Branto
- Brantôme, Pierre de Bourdeille, seigneur de († 1614), französischer Soldat und Autor
- Branton, Leo Jr. (1922–2013), amerikanischer Rechtsanwalt

### Brants
- Brantsch, Ingmar (1940–2013), deutscher Schriftsteller
- Brantschen, Niklaus (* 1937), Schweizer Jesuit und Religionsphilosoph

### Brantz
- Brantz, Dorothee (* 1970), deutsche Historikerin
- Brantzen, Hans (1912–1979), deutscher Geistlicher, Häftling im KZ Dachau
- Brantzen, Hubertus (* 1949), deutscher katholischer Theologe
- Brantzen, Klaus (* 1958), deutscher Schauspieler, Sänger (Bariton), Musiker und Kabarettist
- Brantzky, Franz (1871–1945), deutscher Architekt, Bildhauer und Maler